# ایگور سرگیف (بازیکن فوتبال)
ایگور سرگیف (زادهٔ ۳۰ آوریل ۱۹۹۳) یک بازیکن فوتبال در پست مهاجم اهل ازبکستان است.

## باشگاهی
از باشگاه‌هایی که در آن بازی کرده‌است می‌توان به باشگاه فوتبال پاختاکور اشاره کرد.

## تیم ملی
وی همچنین در تیم ملی فوتبال ازبکستان سابقه ۵۸ بازی و ۱۵ گل ملی دارد.

## گلهای ملی
| تعداد | تاریخ          | میزبان                                         | رقیب              | گل  | نهایی | رقابت                                            |
| ----- | -------------- | ---------------------------------------------- | ----------------- | --- | ----- | ------------------------------------------------ |
| ۱     | ۱۵ اکتبر ۲۰۱۳  | ورزشگاه مرکزی پاختاکور, تاشکند, ازبکستان       | ویتنام            | ۱-۳ | ۱-۳   | مرحله مقدماتی جام ملت‌های آسیا ۲۰۱۵               |
| ۲     | ۱۵ نوامبر ۲۰۱۳ | ورزشگاه ملی می دین, هانوی, ویتنام              | ویتنام            | ۰-۲ | ۰-۳   | مرحله مقدماتی جام ملت‌های آسیا ۲۰۱۵               |
| ۳     | ۵ مارس ۲۰۱۵    | ورزشگاه ملی (ازبکستان), تاشکند، ازبکستان       | امارات متحدهٔ عربی | ۱-۱ | ۱-۱   | مرحله مقدماتی جام ملت‌های آسیا ۲۰۱۵               |
| ۴     | ۴ سپتامبر ۲۰۱۴ | ورزشگاه مرکزی پاختاکور، تاشکند، ازبکستان       | اردن              | ۰-۱ | ۰-۲   | دوستانه                                          |
| ۵     | ۱۰ ژانویه ۲۰۱۵ | ورزشگاه استرالیا, سیدنی, استرالیا              | کرهٔ شمالی         | ۰-۱ | ۱     | جام ملتهای آسیا ۲۰۱۵                             |
| ۶     | ۸ سپتامبر ۲۰۱۵ | ورزشگاه ورزشی فیلیپین, بوکا ، بولاکان, فیلیپین | فیلیپین           | ۰-۳ | ۱-۵   | مقدماتی جام جهانی فوتبال ۲۰۱۸ (آسیا) – مرحله دوم |
| ۷     | ۸ سپتامبر ۲۰۱۵ | ورزشگاه ورزشی فیلیپین, بوکا ، بولاکان, فیلیپین | فیلیپین           | ۰-۴ | ۱-۵   | مقدماتی جام جهانی فوتبال ۲۰۱۸ (آسیا) – مرحله دوم |
| ۸     | ۸ اکتبر ۲۰۱۵   | ورزشگاه ملی بحرین, رفاع, بحرین                 | بحرین             | ۰-۲ | ۰-۴   | مقدماتی جام جهانی فوتبال ۲۰۱۸ (آسیا) – مرحله دوم |
| ۹     | ۱۲ نوامبر ۲۰۱۵ | ورزشگاه مرکزی پاختاکور، تاشکند، ازبکستان       | کرهٔ شمالی         | ۱-۱ | ۱-۳   | مقدماتی جام جهانی فوتبال ۲۰۱۸ (آسیا) – مرحله دوم |
| ۱۰    | ۱۰ نوامبر ۲۰۱۶ | ورزشگاه مرکزی پاختاکور، تاشکند، ازبکستان       | اردن              | ۰-۱ | ۰-۱   | دوستانه                                          |
| ۱۱    | ۷ ژوئن ۲۰۱۹    | ورزشگاه ملی (ازبکستان), تاشکند، ازبکستان       | کرهٔ شمالی         | ۰-۳ | ۰-۴   | دوستانه                                          |
| ۱۲    | ۱۰ اکتبر ۲۰۱۹  | ورزشگاه مرکزی پاختاکور، تاشکند، ازبکستان       | یمن               | ۰-۵ | ۰-۵   | مقدماتی جام جهانی فوتبال ۲۰۲۲ (آسیا) – مرحله دوم |
| ۱۳    | ۹ نوامبر ۲۰۱۹  | ورزشگاه مرکزی پاختاکور، تاشکند، ازبکستان       | قرقیزستان         | ۰-۱ | ۱-۳   | دوستانه                                          |